# New Zealand Darts Masters
De New Zealand Darts Masters is een darttoernooi van de PDC dat plaatsvindt in Nieuw-Zeeland. Sinds 2019 maakt het deel uit van de World Series of Darts. In 2020 en 2021 vond het toernooi geen doorgang. De eerste editie werd gewonnen door Michael van Gerwen.

## Finales
| Jaar | Winnaar                    | Legs               | Runner-up                     | Prijzengeld        | Prijzengeld        | Prijzengeld        | Plaats             | Bron               |
| Jaar | Winnaar                    | Legs               | Runner-up                     | Winnaar            | Runner-up          | Totaal             | Plaats             | Bron               |
| ---- | -------------------------- | ------------------ | ----------------------------- | ------------------ | ------------------ | ------------------ | ------------------ | ------------------ |
| 2019 | Michael van Gerwen (97,41) | 8 – 1              | Raymond van Barneveld (91,18) | £ 20.000           | £ 10.000           | £ 60.000           | Hamilton           | [ 3 ]              |
| 2020 | Werd niet gehouden         | Werd niet gehouden | Werd niet gehouden            | Werd niet gehouden | Werd niet gehouden | Werd niet gehouden | Werd niet gehouden | Werd niet gehouden |
| 2021 | Werd niet gehouden         | Werd niet gehouden | Werd niet gehouden            | Werd niet gehouden | Werd niet gehouden | Werd niet gehouden | Werd niet gehouden | Werd niet gehouden |
| 2022 | Gerwyn Price (93,15)       | 8 – 4              | Jonny Clayton (96,31)         | £ 20.000           | £ 10.000           | £ 60.000           | Hamilton           | [ 4 ]              |
| 2023 | Rob Cross (98,04)          | 8 – 7              | Nathan Aspinall (98,88)       | £ 20.000           | £ 10.000           | £ 60.000           | Hamilton           | [ 5 ]              |
| 2024 | Luke Humphries (102,21)    | 8 – 2              | Damon Heta (95,68)            | £ 20.000           | £ 10.000           | £ 60.000           | Hamilton           | [ 6 ]              |
| 2025 | Luke Littler (115,02)      | 8 – 4              | Luke Humphries (102,31)       | £ 20.000           | £ 10.000           | £ 60.000           | Auckland           | [ 7 ]              |

2019 · 2022 · 2023 · 2024